# Município de American (condado de Allen, Ohio)
Localização do Ohio nos E.U.A.
O município de American (em inglês: American Township) é um município localizado no condado de Allen no estado estadounidense de Ohio. No ano 2010 tinha uma população de 14381 habitantes e uma densidade populacional de 229,58 pessoas por km².

## Geografia
O município de American encontra-se localizado nas coordenadas 40° 46′ 10″ N, 84° 10′ 42″ O. Segundo a Departamento do Censo dos Estados Unidos, o município tem uma superfície total de 62.64 km², da qual 62.22 km² correspondem a terra firme e (0.67%) 0.42 km² é água.

## Demografia
Segundo o censo de 2010, tinha 14381 pessoas residindo no município de American. A densidade de população era de 229,58 hab./km².